# Баянжаргалан (Туве)
Баянжаргалан (монг. Баянжаргалан) — сомон аймака Туве, Монголия.
Центр сомона — посёлок Баясгалант находится в 120 километрах от города Зуунмод и в 200 километрах от столицы страны — Улан-Батора.
Есть школа, больница, дом культуры.

## География
По восточной части сомона на протяжении 90 километров протекает река Керулен, имеются несколько источников. Самая высокая точка — Ламынуул (1650). На территории сомона водятся лисы, корсаки, тарбаганы, зайцы.
Климат резко континентальный. Средняя температура января -20-25°С, июля 15°+20°С. В год в среднем выпадает 200-220 мм осадков.

## Экономика
Население выращивает картофель, кормовые растения, овощи. По состоянию на 2007 год в сомоне насчитывалось 75 000 голов скота.
Работает фабрика обуви из мягкого войлока, имеется центр торговли и обслуживания.